# 與真司郎
與 真司郎（あたえ しんじろう、1988年11月26日 - ）は、日本のタレント、ダンサー、歌手、俳優。京都府八幡市出身。男女混合パフォーマンスグループ『AAA』のメンバーで、「SHINJIRO ATAE（AAA）」の名義でソロとしても活動をしている。2023年6月14日をもってエイベックスとの専属契約を満了し、エージェント契約を結ぶ。
2005年、AAAの最年少メンバーとしてデビュー。2013年より、「SHINJIRO ATAE」名義で撮影やファッションなど活動も行い、香水なども販売している。2015年に「avex写真部」を結成して、部長に就任する。
愛称は、「真ちゃん」「真さん」「ちゃんしん」などがある。

## 略歴
- 京都府出身。京都府八幡市立八幡第三小学校、京都府八幡市立男山第三中学校を経て、堀越高等学校に進学。
- 2005年、『AAA』が結成され、メンバーに選ばれる。デビュー当初は、主にダンスのみを担当していた。
- 2006年2月26日、ドラマ「彼らの海・VIII -Sentimental Journey-」にメンバーの末吉秀太・伊藤千晃・宇野実彩子とともに出演。
- 2006年4月3日 - 6月26日、ドラマ『心霊探偵 八雲』にて、初主演を務める。
- 2007年4月2日 - 6月25日、テレビ東京系列のドラマ『美味學院』に、メンバーの西島隆弘とともに主演。なお、同作品の主題歌にはAAAの『唇からロマンチカ』が使用された。
- 2009年6月20日、『守護天使』にて、映画初出演。
- 2010年4月29日、『AAA Heart to TOUR 2010 』を自身の出身地である八幡市文化センターで開催。
- 2010年5月29日、初主演映画『ラムネ』が公開される。
- 2010年12月16日にファースト写真集『Shinking』を発売。
- 2011年6月24日、『月刊MEN真司郎』を発売。
- 2011年11月27日、「第24回 ジュノン・スーパーボーイ・コンテスト」が開催され、メンバーの西島隆弘・宇野実彩子とともに審査員を務める[2]。
- 2013年3月29日にセカンド写真集『ATAE BEST』を発売。
- 2014年4月4日にTravel&Style BOOK 『SHINJIO'S PHOTOS』を発売。
- 2014年9月6日、「東京ガールズコレクション2014 Autumn/ Winter」がさいたまスーパーアリーナにて開催され、メンバーの西島隆弘・宇野実彩子・伊藤千晃とともに出演する[3][4]。
- 2015年5月18日、自身がデザインするブレスレットが、ハワイ発のパワーストーンブランド『マルラニハワイ』ショッピングサイトにて販売開始[5]。
- 2015年8月21日、約2年半ぶりに写真集『The Way I Am』を発売。
- 2015年11月23日、「第28回 ジュノン・スーパーボーイ・コンテスト」が開催され、審査員を務める[6]。
- 2016年1月2日、自身のブログで独学で勉強した英語を生かしてカリフォルニアの大学に留学することを発表した。また、脱退については否定した[7] 。
- 2016年5月6日に、写真集『Just the beginning』を発売。
- 2017年、自身プロデュースのアパレルブランド『I AM WHAT I AM』を立ち上げる。
- 2019年、初のソロライブ｢SHINJIRO ATAE 30th Anniversary Live THIS IS WHO I AM｣を開催（3会場6公演）[8]。
- 2020年11月19日、翌年末を以てアーティスト活動を休止することを発表した[9]。
- 2021年6月15日、関西テレビで放送されている、「グータンヌーボ2」に出演。
- 2021年6月19日より、自身二度目となるプロデュースブランド「446-DOUBLE FOUR SIX」を立ち上げる。服やカバン、枕やハンガーなどの日用雑貨、青汁販売など色んなジャンルの物をプロデュースした。
- 2021年08日、2ndアルバム「THIS IS WHERE WE PROMISE」を発売。
- 2021年9月11日より、歌手活動休止前ラストとなる全国アリーナツアー「SHINJIRO ATAE ARENA TOUR -THIS IS WHERE WE PROMISE-」を開催。コロナ禍のため声出しは一切NGだった。この公演の一部には、親友青山テルマとデュエット曲を披露している。
- 2022年3月9日、日本テレビ系で放送されていた「今夜くらべてみました」にリモート出演。自身のLA自宅を公開。リビングが２つあるなど豪華な自宅を紹介し、一時Twitterでトレンド入りをした。
- 2022年4月29日より、「與真司郎TALK SHOW 2022」を開催。全国12都市をまわった。
- 2022年8月5日、毎週火曜日に全5回の連載を「マイナビ学生の窓口」にて開始。学生ならではの悩みを答えていく企画だった。
- 2022年11月26日より、「與真司郎 Birthday & Christmas Talk Show 2022」を開催。
- 2023年4月22日より、恒例のトークショーイベント「與真司郎TALK SHOW2022」を。全国10都市で開催。なおこのイベントに合わせたアクセスツアー「SHINJIRO ATAE fantastic Journey」を実写。宿泊限定特典のモーニングコールなど、ファン必見の催し物が用意されている。
- 2023年6月14日をもってエイベックス・マネジメントとの専属契約を満了し、独立した[10]。
- 2023年7月26日、ファンミーティング「與真司郎announcement」を開催。アーティスト活動を再開することを報告した[11]。また、このイベントにおいて、自身がゲイであることを告白した[11]。
- 2025年4月16日、カミングアウトまでの道のりとその後の人生を明かしたフォトエッセイ（題未定、講談社）を発売予定[12]。

## 人物・エピソード
- DA PUMPに憧れたことがきっかけで、小学生5年生の時からダンスを始める。初めの頃はHIP HOP、Rock&Breakinを踊っており、その後Soul（Punkingなど）、POP、Houseなどにも挑戦。中学生でクラブ・デビューを果たす。デビュー前には京都や大阪のダンスチームに所属していた。
- 好きな言葉は「堅忍不抜」「希望」
- 座右の銘は 「You Only Live Once」
- 学生時代は、メンバーの日高光啓や宇野実彩子が家庭教師として與に英語を教えていた[13]。宇野とは姉弟のような関係で[14][15]、音楽活動を休止することは、発表前宇野だけに伝えていた[16]。また、同性愛者であることも宇野だけに打ち明けていた[17]。

## 出演

### テレビドラマ
- 短編ドラマ 彼らの海VIII Sentimental Journey（2006年2月、フジテレビ）
- 心霊探偵 八雲（2006年4月 - 6月、テレビ東京） - 主演・斎藤八雲 役
- 美味學院（2007年4月 - 6月、テレビ東京） - 桂城秀吾 役
- 新・木曜ナイトドラマ LOVE GAME 5話（2009年5月21日、日本テレビ） - 秋山春希 役
- 帝王（2009年7月 - 9月、TBS） - 大川栄太郎 役
- 宮部みゆき・4週連続 “極上”ミステリー 第二夜 スナーク狩り（2012年5月14日、TBS） - 大島義彦 役

### 映画
- 守護天使（2009年6月20日公開、エイベックス・エンタテインメント） - 佐々木大和 役
- ラムネ（2010年5月29日公開、エイベックス・エンタテインメント） - 陽介 役
- 恐怖新聞（2011年5月21日公開、パラレル） - 鬼形礼 役
- スイッチを押すとき（2011年9月17日公開、フェイス・トゥ・フェイス） - 池田尋 役

### バラエティ番組
- 戦国鍋TV 〜なんとなく歴史が学べる映像〜（2010年4月6日 - 2011年9月24日）‐ 上杉謙信 役

### 舞台
- 研修医魂（けんだま）（2007年1月16日 - 21日、ル テアトル銀座）‐ 阿片イタル（研修医）役
- 演劇バトルロイヤル!!「ガンまげ」（2008年5月21日 - 28日、紀伊國屋ホール）
- メンズネーションプロジェクトVOL.1「誇らしげだが、空（から）。」（2012年3月6日 - 17日、新宿FACE）

### CM
| 企業名                          | 共演者                                 | 商品                  | 年     | タイアップ       |
| ------------------------------- | -------------------------------------- | --------------------- | ------ | ---------------- |
| セブンアンドアイ イトーヨーカ堂 | 西島隆弘・浦田直也・日高光啓・末吉秀太 | BODY COOLER/WHITE BIZ | 2011年 | No cry No more   |
| セブンアンドアイ イトーヨーカ堂 | 西島隆弘・浦田直也・日高光啓・末吉秀太 | BODY HEATER           | 2011年 | CALL             |
| セブンアンドアイ イトーヨーカ堂 | 西島隆弘・浦田直也・日高光啓・末吉秀太 | BODY COOLER/WHITE BIZ | 2012年 | Still Love You   |
| セブンアンドアイ イトーヨーカ堂 | 西島隆弘・浦田直也・日高光啓・末吉秀太 | BODY COOLER/WHITE BIZ | 2013年 | PARTY IT UP      |
| セブンアンドアイ イトーヨーカ堂 | 宇野実彩子・浦田直也・伊藤千晃         | good day              | 2012年 | good day         |
| セブンアンドアイ イトーヨーカ堂 | 西島隆弘・宇野実彩子・伊藤千晃         | COOL STYLE            | 2014年 | 風に薫る夏の記憶 |
| セブンアンドアイ イトーヨーカ堂 | 西島隆弘・宇野実彩子・伊藤千晃         | WARM STYLE            | 2014年 | さよならの前に   |

### WEB CM
- NALOW (2019年11月配信開始・タイアップ：Follow Me)

### ネット配信
- ブリザード（2011年7月配信開始、BeeTV）
- トリプル英会話　presented by ECC（2015年12月17日 -、YouTube）

### コンテスト・オーディション審査員
- 第24回ジュノン・スーパーボーイ・コンテスト 最終選考会
- 第28回ジュノン・スーパーボーイ・コンテスト 最終選考会

### ミュージック・ビデオ
- 清水翔太「Damage」（2016年）

## 書籍

### 写真集
- 西島隆弘&與真司郎フォトブック / N/S（2010年8月27日）
- 與真司郎ファースト写真集 Shinking（2010年12月、学研パブリッシング）
- 月刊MEN 真司郎（2011年6月、ポニーキャニオン）
写真家の蜷川実花による撮りおろし写真集
- ATAE BEST（2013年3月、主婦と生活社）
- SHINJIRO’S PHOTOS: Travel & Style BOOK（2014年4月4日、主婦と生活社）
- The Way I Am（2015年8月21日、主婦と生活社）
- Just the beginning（2016年5月6日）
- SHINJIRO’S TRAVEL BOOK（2017年11月2日）

### フォトエッセイ
- 人生そんなもん（2025年4月16日発売予定、講談社）[18]

### 著書
- すべての生き方は正解で不正解[19]（2022年8月23日）

### 雑誌連載
- JUNON（レギュラー連載）
- duet 「AAA・與真司郎の與・真療所」（レギュラー連載）

## 作品

### 配信シングル
| #  | 発売日         | タイトル                 | 備考                                                                                             |
| -- | -------------- | ------------------------ | ------------------------------------------------------------------------------------------------ |
| 1  | 2016年6月22日  | Reunited                 | 「SHINJIRO ATAE (from AAA)」名義 ソロ写真集「Just the beginning」付属DVDに収録されていたナンバー |
| 2  | 2017年7月19日  | Goody-Good Girl          |                                                                                                  |
| 3  | 2017年11月8日  | Can't Stop               | ソロ写真集「SHINJIRO'S TRAVEL BOOK」付属DVDに収録されていた。                                    |
| 4  | 2018年6月18日  | GOLD MINE                |                                                                                                  |
| 5  | 2019年2月13日  | California Dreaming      |                                                                                                  |
| 6  | 2019年2月20日  | NEVER MIND               |                                                                                                  |
| 7  | 2019年11月26日 | Follow Me                |                                                                                                  |
| 8  | 2020年11月27日 | This Is Where We Promise |                                                                                                  |
| 9  | 2021年2月25日  | Bye Bye                  |                                                                                                  |
| 10 | 2021年4月2日   | How We Do It             |                                                                                                  |
| 11 | 2023年7月26日  | Into the light           |                                                                                                  |
| 12 | 2024年10月30日 | Kizuketa                 |                                                                                                  |

### アルバム
| # | 発売日         | タイトル                 | 備考 |
| - | -------------- | ------------------------ | --- |
| 1 | 2018年11月26日 | THIS IS WHO I AM         | 収録曲の中からReunited・GOLD MINE・Good–Goody–Girl・Baby・Love Suger・You Only Live OnceがYouTubeで公開された。 |
| 2 | 2021年8月11日  | THIS IS WHERE WE PROMISE | 初の全国ECショップでのリリース、オリコン4位を獲得                                                               |

### 参加作品
| 年             | 名義                     | タイトル                         | 収録                                             | 備考                                   |
| -------------- | ------------------------ | -------------------------------- | ------------------------------------------------ | -------------------------------------- |
| 2010年5月19日  | 前川紘毅 feat. 與真司郎  | 君がいれば                       | 君がいれば                                       | 映画『ラムネ』主題歌                   |
| 2012年3月7日   | 前川紘毅                 | 君が大好きで feat.與真司郎 (AAA) | 君が大好きで feat.與真司郎 (AAA)/Do Wak パラッパ | 作詞                                   |
| 2019年10月30日 | 與真司郎(AAA)×青山テルマ | 好き好き好き                     | 好き好き好き                                     | 作詞・作曲共に與真司郎(AAA)&青山テルマ |

### 映像作品
| 枚数                 | 発売日               | タイトル                                            | 順位                 | 発売形態                                                | 規格品番                                                           |
| ドキュメンタリー映像 | ドキュメンタリー映像 | ドキュメンタリー映像                                | ドキュメンタリー映像 | ドキュメンタリー映像                                    | ドキュメンタリー映像                                               |
| -------------------- | -------------------- | --------------------------------------------------- | -------------------- | ------------------------------------------------------- | ------------------------------------------------------------------ |
| 1                    | 2013年5月1日         | New Discovery in Hawaii                             | 27位                 | DVD                                                     | AVBD-92036                                                         |
| ライブ映像           |                      |                                                     |                      |                                                         |                                                                    |
| 1                    | 2019年8月28日        | SHINJIRO ATAE Anniversary Live『THIS IS WHO I AM』  | 2位                  | 2DVD+CD+PHOTOBOOK 2Blu-ray+CD+PHOTO BOOK 2DVD Blu-ray   | AVZ1-92823～4/B AVZ1-92825～6/B AVBD-92820～1 AVXD-92822           |
| 2                    | 2022年3月30日        | SHINJIRO ATAE ARENA TOUR -THIS IS WHERE WE PROMISE- | 6位                  | 3DVD+2CD+PHOTOBOOK 3Blu-ray+2CD+PHOTOBOOK 2DVD 2Blu-ray | AVZ1-27511～3/B～C AVZ1-27514～6/B～C AVBD-27507～8 AVXD-27509～10 |